# تيري ويلسون
تيري ويلسون (بالإنجليزية: Terry Wilson)‏ (8 فبراير 1969 المملكة المتحدة - ) هو لاعب كرة قدم بريطاني يلعب كمدافع.

## روابط خارجية
- تيري ويلسون على موقع قاعدة بيانات كرة القدم.إي يو (الإنجليزية)
- تيري ويلسون على موقع Soccerbase.com (لاعب) (الإنجليزية)
- تيري ويلسون على موقع عالم كرة القدم.نت (الإنجليزية)